# Ecstasy (film 1989)
Ecstasy è un film erotico del 1989 diretto da Luca Ronchi, liberamente ispirato al racconto Polvere bianca di Arthur Machen (1984).

## Trama
Durante la sua vita da pornostar, Moana cerca di occuparsi anche della sorella minore Anna che, chiusa in sé stessa, passa il tempo in camera tra libri e film horror. Per poterla scuotere da questa apatia, Moana la porta in palestra da un'insegnante di dubbia etica, che trascina Anna nel giro della droga, soprattutto "polvere nera", un potente tipo di cocaina africana. Moana, preoccupata per la sorte della sorella, si mette a cercarla tra bassifondi e locali notturni, ma poi la ritrova a casa: comprenderà così che quello che serve ad Anna è la presenza di qualcuno che le stia vicino dandole un po' d'affetto.